# Pandaren

Un pandaren, Chen Triplo Malto, tratto dal trailer introduttivo di Mists of Pandaria

I pandaren sono una razza dell'universo di Warcraft creato da Blizzard Entertainment. Fanno la prima comparsa in Warcraft III: The Frozen Throne, ma nonostante l'iniziale successo restano esclusi da gran parte del materiale della serie, salvo sporadiche citazioni o apparizioni, fino alla quarta espansione del MMORPG World of Warcraft, Mists of Pandaria, completamente incentrata su di loro e chi li ha introdotti come razza giocabile nel gioco sia per la fazione dell'Orda che per quella dell'Alleanza.

## Storia

### Origine
Le origini dei pandaren sono sconosciute: è noto che la loro società è più antica di quella degli elfi della notte, ma non si sa da dove siano nati.
Nella loro civiltà primordiale, i pandaren avevano già un amore per la conoscenza, che li aveva portati a sviluppare letteratura, agricoltura e medicina. In un periodo imprecisato, tra 64.000 e 12.000 anni prima della Prima Guerra, i pandaren vennero sottomessi dai mogu guidati da Lei Shen, il Re del Tuono: egli fece giustiziare tutti i capi e i filosofi pandaren e distrusse tutta la loro arte e cultura. Ai pandaren venne proibito di imparare a leggere e scrivere, e persino di parlare, la loro lingua: la lingua che doveva essere usata era quella mogu, e chiunque veniva sorpreso a fare altrimenti era accusato di cospirazione, crimine solitamente punito con la morte. A causa di ciò, l'antica lingua pandaren non è più usata e un ristrettissimo numero di pandaren è in grado di comprenderla.
I primi resoconti che si hanno sulla loro razza rendono noto che erano schiavi dei mogu (così come altre razze quali i saurok e i grumyan), impiegati come lavoratori: tra le altre cose, furono i pandaren a costruire, sotto ordine dei mogu, la Muraglia Serpeggiante, il gigantesco muro avente lo scopo di fermare le orde di mantid che sciamavano dalle Steppe di Tong Long e dalle Distese del Terrore. Per evitare che si potessero ribellare, come avevano fatto i saurok, i mogu non permettevano ai pandaren di tenere alcuna arma.

### Liberazione dai mogu
Sotto il regno dell'imperatore mogu Lao-Fe, circa 12.000 anni prima della Prima Guerra, i pandaren che disobbedivano venivano puniti con la separazione delle loro famiglie, e molti bambini pandaren vennero spediti oltre la Muraglia Serpeggiante, dove venivano divorati dai mantid. Il padre di uno di questi bambini, Kang, comprese che tutto l'impero dei mogu si reggeva sui suoi schiavi, senza i quali sarebbe inevitabilmente crollato, e decise che, se a loro non era permesso avere armi, allora sarebbero diventati armi essi stessi: i pandaren cominciarono così ad addestrarsi nel combattimento a mani nude, dando il via alla loro millenaria tradizione monacale, e poi cominciarono a lottare contro i loro padroni. Supportati dai grumyan, dai jinyu e dagli hozen, riuscirono a sconfiggere i mogu e a "riciclare" il loro impero adattandolo a sé stessi.
Appena formato, l'impero venne attaccato dai troll Zandalari, originari di Zandalar ed alleati dei mogu; anche questo conflitto venne vinto dai pandaren, i quali avevano imparato ad addomesticare le serpi delle nubi.

### L'ultimo imperatore
Si sa che i pandaren avevano contatti con la società degli elfi della notte; durante il regno di Azshara, quando gli Eletti elfi della notte presero ad usare pericolosamente tanto la magia arcana, i pandaren inviarono loro in omaggio una scatola contenente "tutto il potere arcano di cui i kaldorei avrebbero mai potuto avere bisogno": era vuota.
Sempre durante questo periodo, venne incoronato imperatore un pandaren di nome Shaohao: dopo la sua elezione, come da tradizione, Shaohao si recò a consultare gli Oratori dell'Acqua jinyu e, in una visione, gli venne mostrato l'inizio della Guerra degli Antichi che sarebbe avvenuto di lì a poco, e la distruzione che avrebbe portato. Cercando un modo per proteggere la propria gente, l'imperatore si recò da Yu'lon, il Serpente di Giada, che gli disse che, per fare ciò, avrebbe dovuto liberarsi di tutte le sue emozioni negative, cioè lo sha. Shaohao riuscì ad imprigionare i vari aspetti dello sha sotto terra, fondando anche l'ordine degli Shandaren per sorvegliare i luoghi dove era rinchiuso. Raggiunto uno stato d'illuminazione, quando la Guerra degli Antichi stava giungendo al termine, Shaohao salì alla Terrazza dell'Eterna Primavera con l'intento di separare l'impero pandaren dal resto di Kalimdor. Arrivato lì, però, venne nuovamente assalito dal dubbio e dalla paura. Yu'lon giunse in suo soccorso, spiegandogli che "Pandaria" era molto più del solo impero pandaren: era tutte le creature di quella terra, unite in un solo insieme.
Compresa quest'ultima lezione, Shaohao semplicemente "svanì dall'esistenza", divenendo tutt'uno con la terra, e Pandaria si separò dal resto del continente, allontanadosi nel Grande Mare. Tuttavia, Shaohao non era riuscito a liberarsi di un ultimo sha, il più insidioso, quello dell'orgoglio: la sua convinzione che gli abitanti di Pandaria fossero migliori del resto del mondo generò una fittissima coltre di nebbia che avvolse la regione, proteggendola sì, ma anche isolandola completamente.

### L'Isola Errante
La nebbia creata da Shaohao, che protesse Pandaria dalla Frattura, impediva però anche a chiunque al suo esterno di trovarla, e in tal modo Pandaria, e i suoi abitanti con lei, rimasero pressoché isolati per oltre diecimila anni, convinti che il resto del mondo fosse stato annientato dall'apocalittico cataclisma.
La situazione cambiò leggermente grazie a Liu Lang, un pandaren che decise di lasciare Pandaria sul dorso di una tartaruga gigante di nome Shenz-zin Su. Dopo cinque anni di vagabondaggio, Liu Lang tornò in patria (anche se Pandaria era nascosta dalle nebbie, riuscì a trovarla poiché "le tartarughe riescono sempre a ritrovare la spiaggia dove sono nate"), riferendo ciò che aveva visto. Liu Lang partì nuovamente, facendo ritorno a Pandaria ogni cinque anni, e Shenz-zin Su diventava sempre più enorme, fino a che non riuscì a ospitare sul suo guscio un'intera colonia di pandaren, divenendo nota come "Isola Errante". Dopo la morte di Liu Lang, l'Isola Errante non fece mai più ritorno a Pandaria, e ad un certo punto smise anche di toccare le rive degli altri continenti, vagando senza sosta per il Grande Mare.
Chen Triplo Malto, il membro più famoso della razza dei pandaren, che aiutò l'Orda durante la fondazione di Durotar, era nativo dell'Isola Errante.

### Riapertura delle nebbie
Dopo il Cataclisma, le nebbie che circondavano Pandaria svanirono improvvisamente, per ignoti motivi: il continente venne ben presto scoperto dalle flotte dell'Orda e dell'Alleanza, e le due fazioni estesero il loro conflitto anche a quei nuovi territori, portando alla riemersione dello sha e causando il caos in molte zone di Pandaria. Salvo poche eccezioni, i pandaren di Pandaria rimasero fermamente neutrali rispetto alle due neoarrivate fazioni, al contrario dei pandaren dell'Isola Errante. Anch'essa venne raggiunta, del tutto accidentalmente, dall'Alleanza e dall'Orda. Svariati pandaren seguaci della filosofia Tushui, guidati da Aysa Canta Nubi, si unirono ai ranghi dell'Alleanza, contrapposti da diversi seguaci della filosofia Huojin, capeggiati da Ji Palmo Infuocato, entrati a far parte dell'Orda.

### Nel gioco di ruolo
Introdotti molto tempo prima di Mists of Pandaria, i pandaren erano stati dotati di una storia e di un'ambientazione narrate dai manuali del gioco di ruolo, quindi non canoniche, ma la cui traccia è ancora visibile nella versione revisionata.
Secondo il gioco di ruolo, i pandaren costruirono un grande impero nell'antica Kalimdor, ed erano alleati degli elfi della notte. Tuttavia, l'ossessione degli elfi della notte verso la magia arcana e il Pozzo dell'Eternità convinsero i pandaren a tagliare i ponti con loro, abbandonando Kalimdor e stabilendosi su una remota isola che chiamarono Pandaria. Dopo la Frattura, solo pochi pandaren fecero ritorno nei continenti per esplorarli, come Chen Triplo Malto. La razza dei pandaren rimase elusiva e misteriosa, sebbene le altre fossero a conoscenza della sua esistenza. A parte per una manciata di viaggiatori pandaren che si allearono con i nani di Bael Modan (Savane Settentrionali), il loro popolo rimase sempre neutrale
Nel gioco di ruolo, i pandaren sono in buoni rapporti specialmente con i nani, con cui condividono la passione per la birra, di cui sono maestri miscelatori. Pur essendo una razza molto pacifica, hanno dovuto adattarsi alla pericolosità della vita, addestrando una classe di guerrieri. I pandaren sono divisi in clan, chiamati "shao'din", guidati da un capo detto "shodo-pan".

## Descrizione

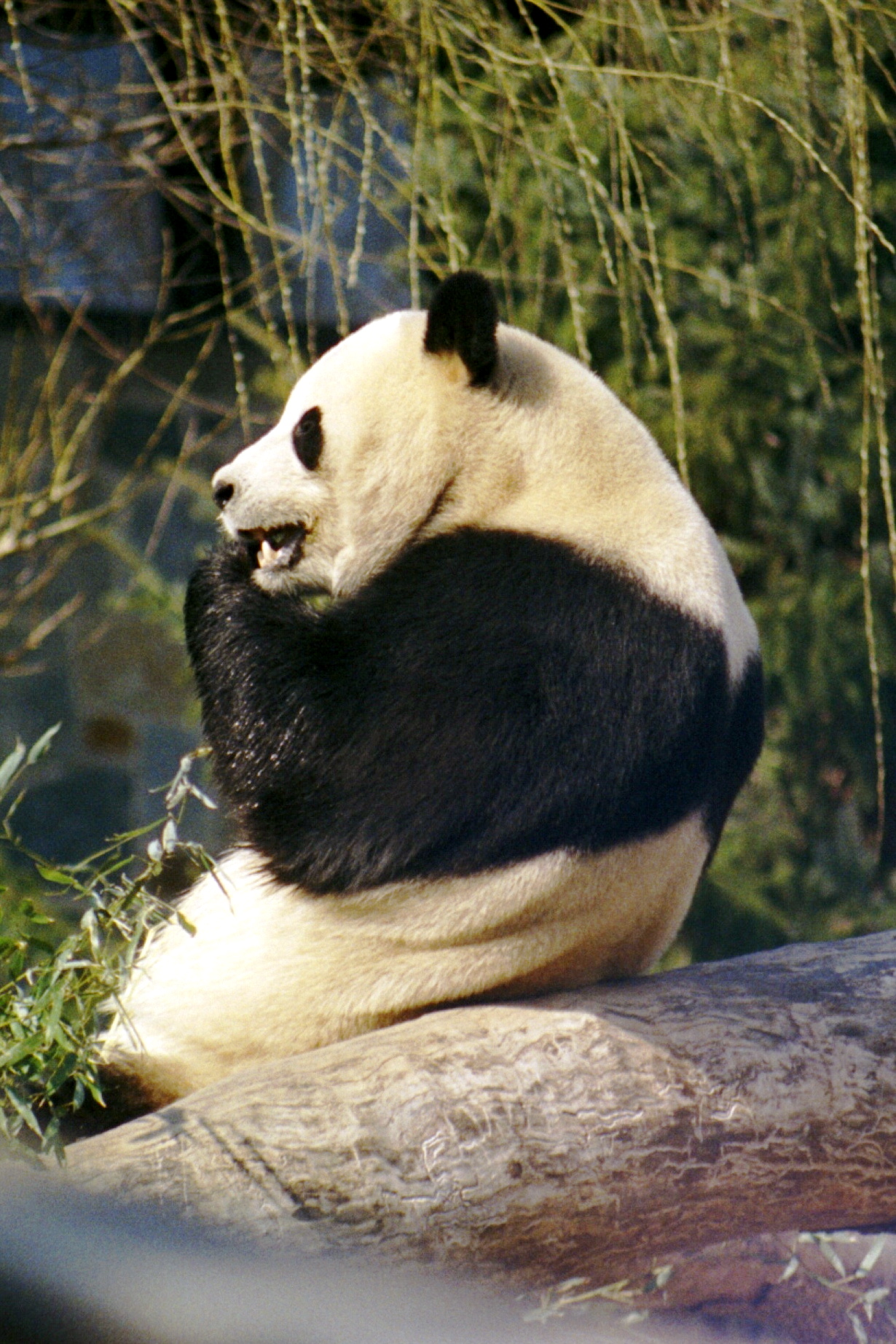
Un panda gigante (Ailuropoda melanoleuca), animale su cui i pandaren sono basati

I pandaren sono creature umanoidi con le fattezze di panda giganti. C'è un leggero dimorfismo sessuale, con le femmine che sono generalmente più basse e più snelle dei maschi. Il colore del loro pelo è bianco o bianco sporco, con macchie nere, arancio oppure grigie. La cultura, l'aspetto e l'ambientazione relative ai pandaren sono basate sulla cultura cinese.

### Società e cultura
Poiché dare sfogo a "emozioni negative" porterebbe alla liberazione dello sha, la società dei pandaren si è evoluta di conseguenza: i pandaren sono estremamente controllati e pongono grande attenzione verso disciplina, equilibrio e civiltà e risolvono le dispute con la diplomazia.
Nonostante la loro indole contemplativa, i pandaren amano profondamente i piaceri della vita, il divertimento e l'esplorazione e valorizzano l'attivarsi per raggiungere i propri obiettivi.
I pandaren venerano e rispettano i "Venerabili Celestiali", quattro antichi spiriti che vegliano su Pandaria, e vi sono clan e ordini di monaci al loro esclusivo servizio. Tra le varie filosofie di vita presenti nella cultura pandaren, si notano soprattutto la Tushui e la Huojin: molti pandaren aderenti alla prima, che promuove uno stile di vita più meditativo ed enfatizza determinati dettami morali, hanno aderito all'Alleanza, mentre diversi seguaci della seconda, che condanna la mancanza di azione e proclama la difesa della casa e dei propri cari a qualunque costo, si sono uniti all'Orda.

### Stile di combattimento
Inizialmente i pandaren non erano tanto abili nel combattimento corpo a corpo.
Quando Kang mostrò loro l'arte innata che aveva, essi iniziarono ad allenarvisi in gran segreto con semplici attrezzi e bastoni di bambù, e facendola passare come una danza.
L'obiettivo era abbattere qualunque tipo di nemico con le qualsiasi arma in oggetto in loro possesso.
Quando avvennero i primi scontri durante la ribellione, gli imponenti mogu rimasero invece spesso completamente spiazzati dalla
loro rapidità e tecnica.
Da allora lo stile di combattimento dei monaci pandaren si evoluto incorporando meditazione e ogni tipo di arma.

## Creazione, notorietà e presenza nei media
I pandaren (il nome deriva dalla parola "panda" unita al carattere cinese 人, rén, "persona", "gente", e significa quindi "uomini-panda") vennero creati nel 2003 dal direttore artistico di Blizzard Entertainment, Samwise Didier, e si trattava di un pesce d'aprile che annunciava l'aggiunta di tali creature come quinta razza giocabile di Warcraft III. Nonostante la notizia fosse falsa, l'idea venne tanto apprezzata dai fan di Warcraft che Blizzard Entertainment incluse un eroe neutrale di razza pandaren nell'espansione The Frozen Throne, e Chris Metzen cominciò a scrivere la loro storia, che venne inserita nei manuali del gioco di ruolo.
Tuttavia, in seguito, i pandaren rimasero sostanzialmente assenti tanto da World of Warcraft quanto dal restante materiale della serie; all'uscita di The Burning Crusade, si sparse la voce che essi sarebbero stati la nuova razza per l'Alleanza, poi smentita dall'introduzione dei draenei. I pandaren rimasero assenti da World of Warcraft fino a Mists of Pandaria, tranne per qualche riferimento minore: ad esempio, giocatori dell'Orda potevano completare una serie di missioni per recuperare una ricetta di una birra ideata da Chen Triplo Malto, e sul negozio online di Blizzard Entertainment venne reso disponibile una "mascotte", utilizzabile nel gioco, rappresentante un monaco pandaren.
Questa assenza dal MMORPG era spiegata a volte con una presunta contrarietà della Cina, dove una legge avrebbe proibito la rappresentazione - anche in videogiochi - di violenza contro i panda. Tale legge in realtà non esiste, e in Cina sono già da tempo presenti videogiochi con razze di panda giocabili; tuttavia, durante una discussione a Blizzcon 2009, fu confermato che la causa erano effettivamente problemi legali con lo stato asiatico. La questione si chiuse con l'uscita di Mists of Pandaria, quarta espansione di World of Warcraft, che introdusse infine i pandaren e Pandaria, rivisitando anche la storia precedentemente scritta.